# カラモアン国立公園
カラモアン国立公園（カラモアンこくりつこうえん、英語: Caramoan National Park）は、フィリピンの南カマリネス州にある国立公園である。

## 概要
カラモアン国立公園は、フィリピンのルソン島の南東部、南カマリネス州にある347ヘクタールの国立公園と保護区である。1938年に設立された。公園内には洞窟、石灰岩、白砂の砂浜、小島のある湖、地下の川があり、観光客に人気がある。カラモアンの自治体から公共交通機関でアクセスでき、地元の人々が公園内に訪問者のためのトレイルを設置した。

## 地理
この国立公園は、フィリピンのビコル地方、南カマリネス州北東部の丘陵地帯であるカラモアン半島にあり、深い峡谷と起伏のある岩の多い地形である。また、ミドリウチワインコ（Green racket-tail、Prioniturus luconensis）が生息する重要野鳥生息地でもある。

## 参照項目
- フィリピンの国立公園